# Boualem Khoukhi
Boualem Khoukhi (Bou Ismaïl, 7 de setembro de 1990) é um futebolista catari nascido na Argélia que atua como zagueiro. Atualmente joga pelo Al-Sadd.

## Títulos
Fonte:
Al-Arabi
- Copa Sheikh Jassem: 2008, 2010, 2011

Al-Sadd
- Qatar Stars League: 2018–19, 2020–21
- Copa do Catar: 2017, 2021
- Copa do Emir do Catar: 2017
- Copa Sheikh Jassem: 2017

Catar
- Copa das Nações do Golfo: 2014
- Copa da Ásia: 2019, 2023